# Boscos temperats del Triangle del Nord
Els boscos temperats del Triangle del Nord és una ecoregió forestal temperada i mixta de bosc espès que cobreix les muntanyes del nord de Birmània.

## Ambientació
Els boscos temperats del Triangle del Nord ocupen els vessants meridionals de les muntanyes Namkiu, l'extensió més oriental de l'Himàlaia, i s'estenen al sud-est al llarg de la serralada de Patkai a la frontera entre Myanmar i l'Índia, divisió entre l'estat de Kachin i a la Divisió de Sagaing de Myanmar, una zona de la qual forma part el Triangle d'Or. Les muntanyes corren de nord a sud cap a la plana central de Myanmar i els boscos tenen entre 1.830 i 2.700 metres d'altitud. Els rius Chindwin, Mali i N'Mai tenen totes les seves fonts en aquestes muntanyes i corren cap al sud per unir-se al riu Irauadi.
Els boscos subtropicals del Triangle del Nord es troben al sud, mentre que els boscos de fulla ampla de l'Himàlaia oriental es troben al nord-oest a través de la serralada Patkai. El bosc d'arbustos i prats alpins de l'Himàlaia Oriental lliguen amb l'ecoregió al nord. Els boscos temperats del Triangle del Nord són similars als boscos de fulla ampla de l'Himàlaia Oriental, que ocupen les elevacions mitjanes de la serralada de l'Himàlaia a l'Índia oriental, Bhutan i l'est del Nepal i s'estenen pel vessant nord de la serralada Patkai a Arunachal Pradesh.

## Flora
Les principals comunitats vegetals dels boscos temperats del Triangle del Nord són els boscos de fulla ampla i els boscos mixtes. Els boscos són diversos, combinant plantes característiques de les flores tropicals de l'Himàlaia Oriental amb les d'Assam, el subcontinent indi i Indoxina i les flors temperades de l'Himàlaia i la Xina i fins i tot algunes plantes relictes de l'antic continent de Gondwana. A més, els boscos temperats del Triangle del Nord han estat poc explorats pels científics des de l'obra de Frank Kingdon-Ward a la dècada de 1920 i la de 1930 i és probablement subestimada la seva biodiversitat.
Els boscos de fulla ampla tenen entre 1830 i 2100 metres d'altitud. Els arbres i arbusts característics són Alnus nepalensis, el bedoll (Betula cylindrostachya), el faig chinkapin (Castanopsis spp.), Els Schima spp.), la magnòlia (Michelia spp.) I l'exbucklandia (Exbucklandia populnea).
Els boscos mixts es troben per sobre dels 2.100 metres d'alçada, caracteritzats per arbres de fulla ampla com roure, magnòlia, auró, pruna, grèvol i rododendre, barrejats amb coníferes com Picea brachytyla, la tsuga de l'Himàlaia (Tsuga dumosa), l'alerç (Larix griffithiana), i xiprer (Taiwania flousiana).

Els boscos de coníferes subalpins es troben entre els boscos temperats i els prats alpins de l'Himàlaia més oriental.

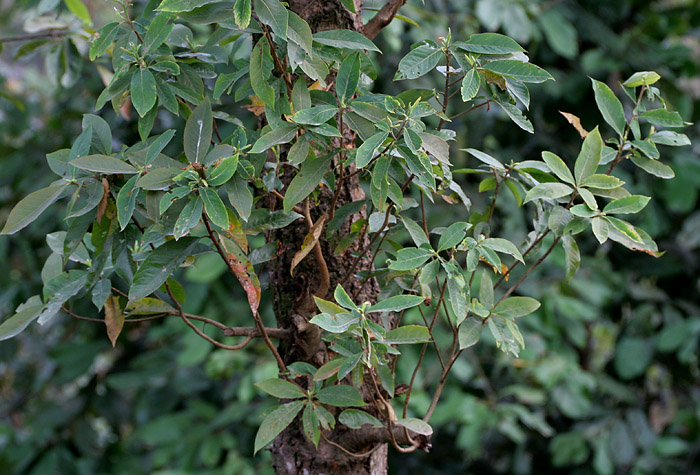
Schimia wallichi
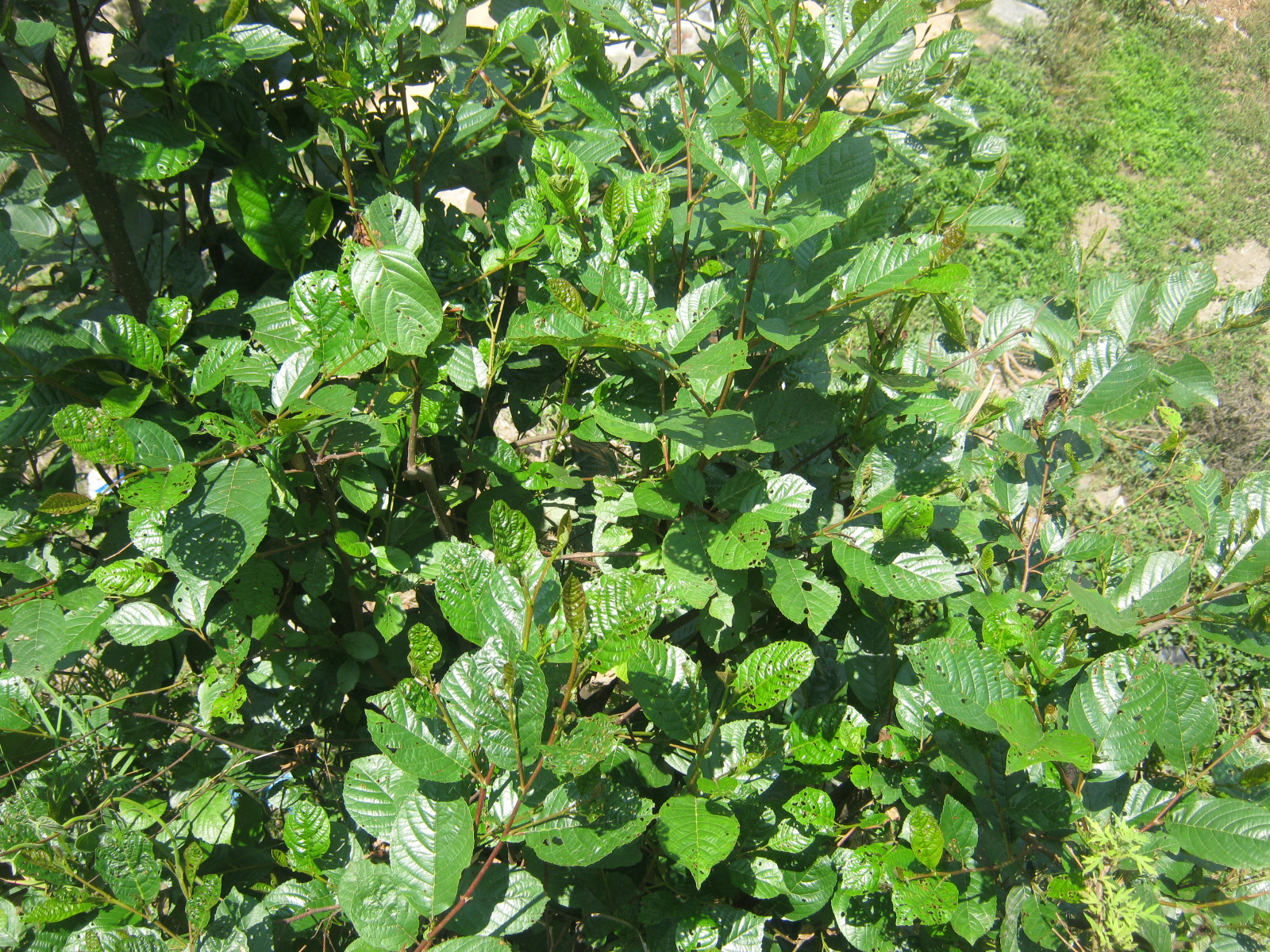
Alnus nepalensis.
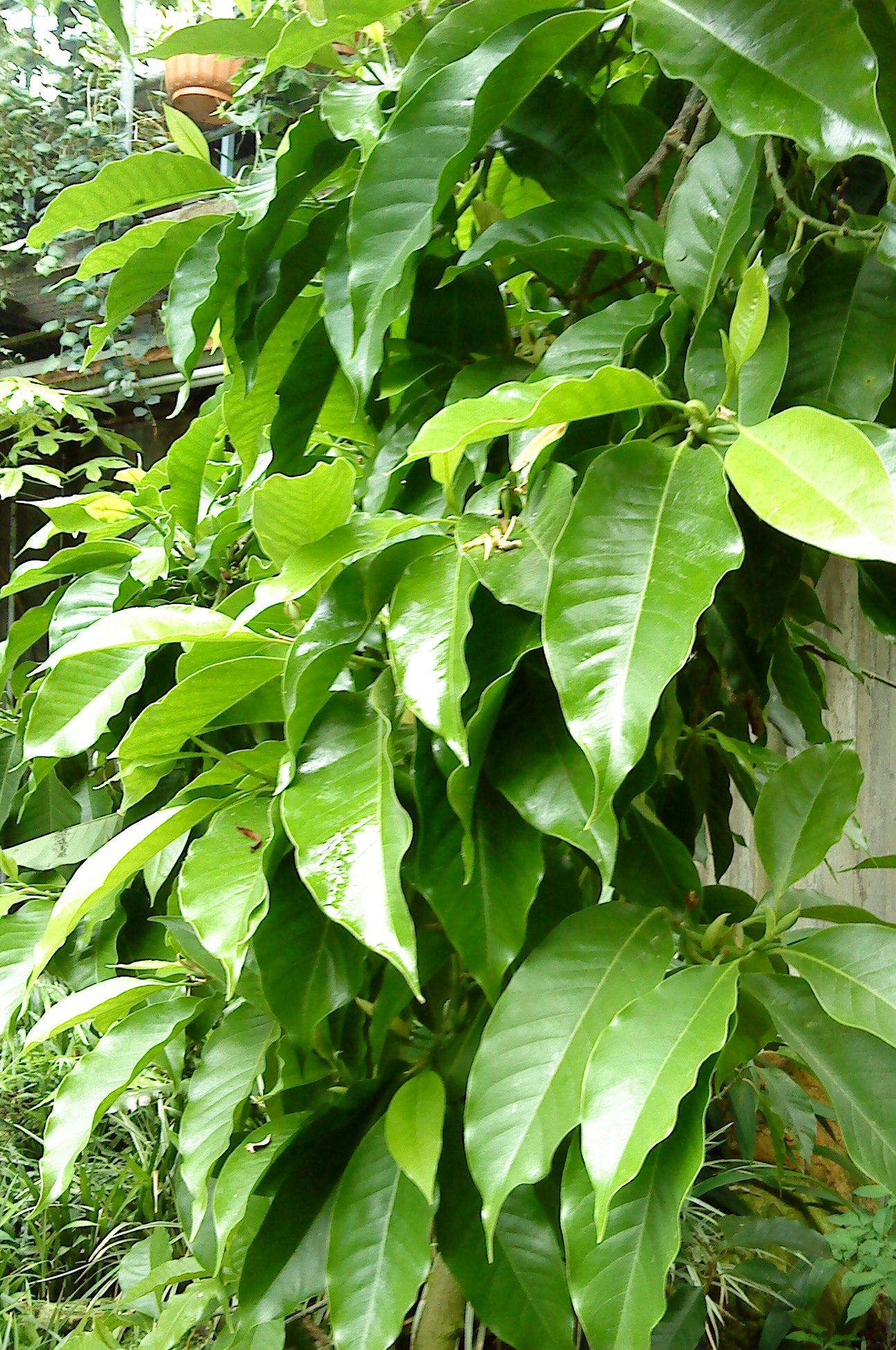
Michelia dolstopa.
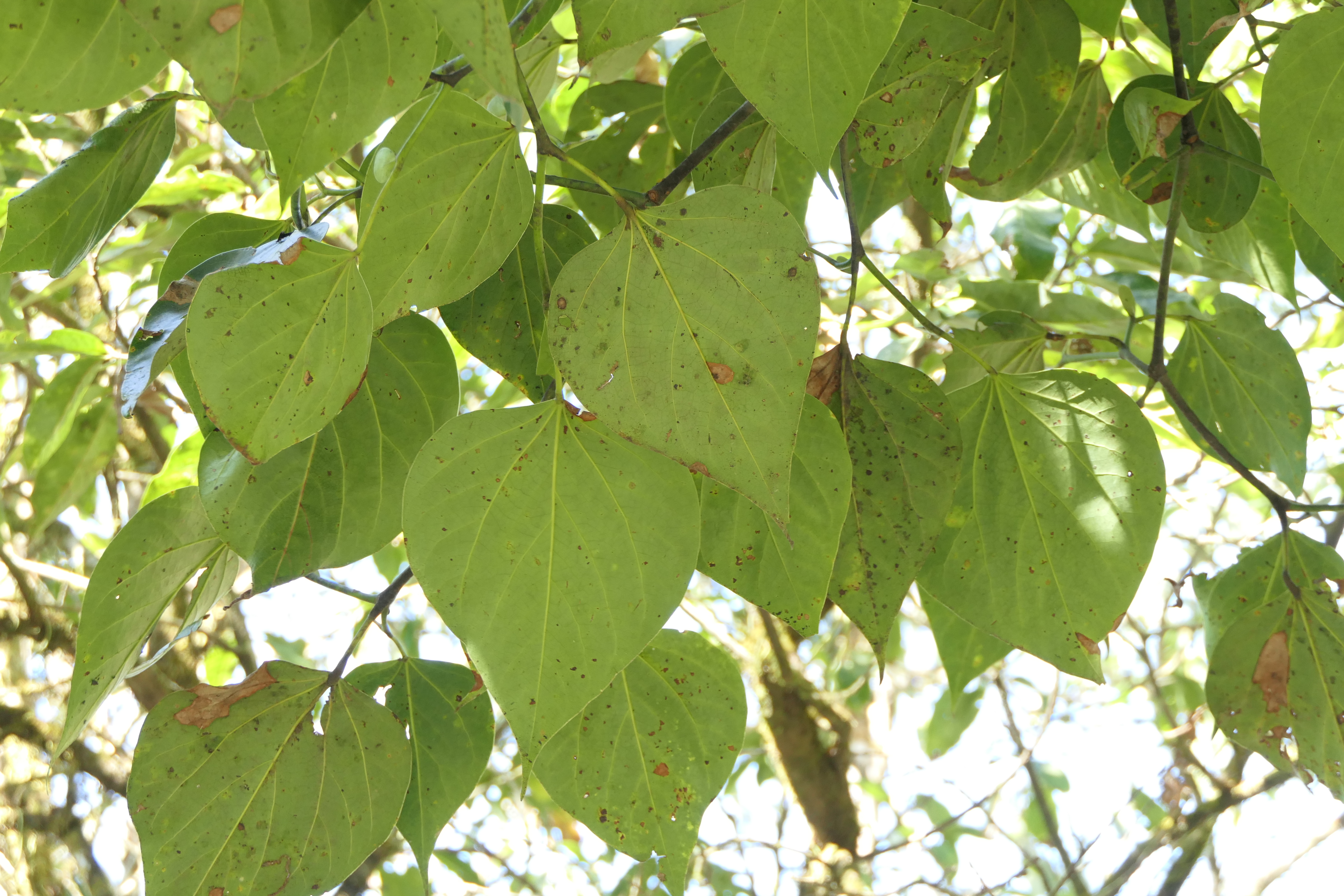
Exbucklandia populnea.
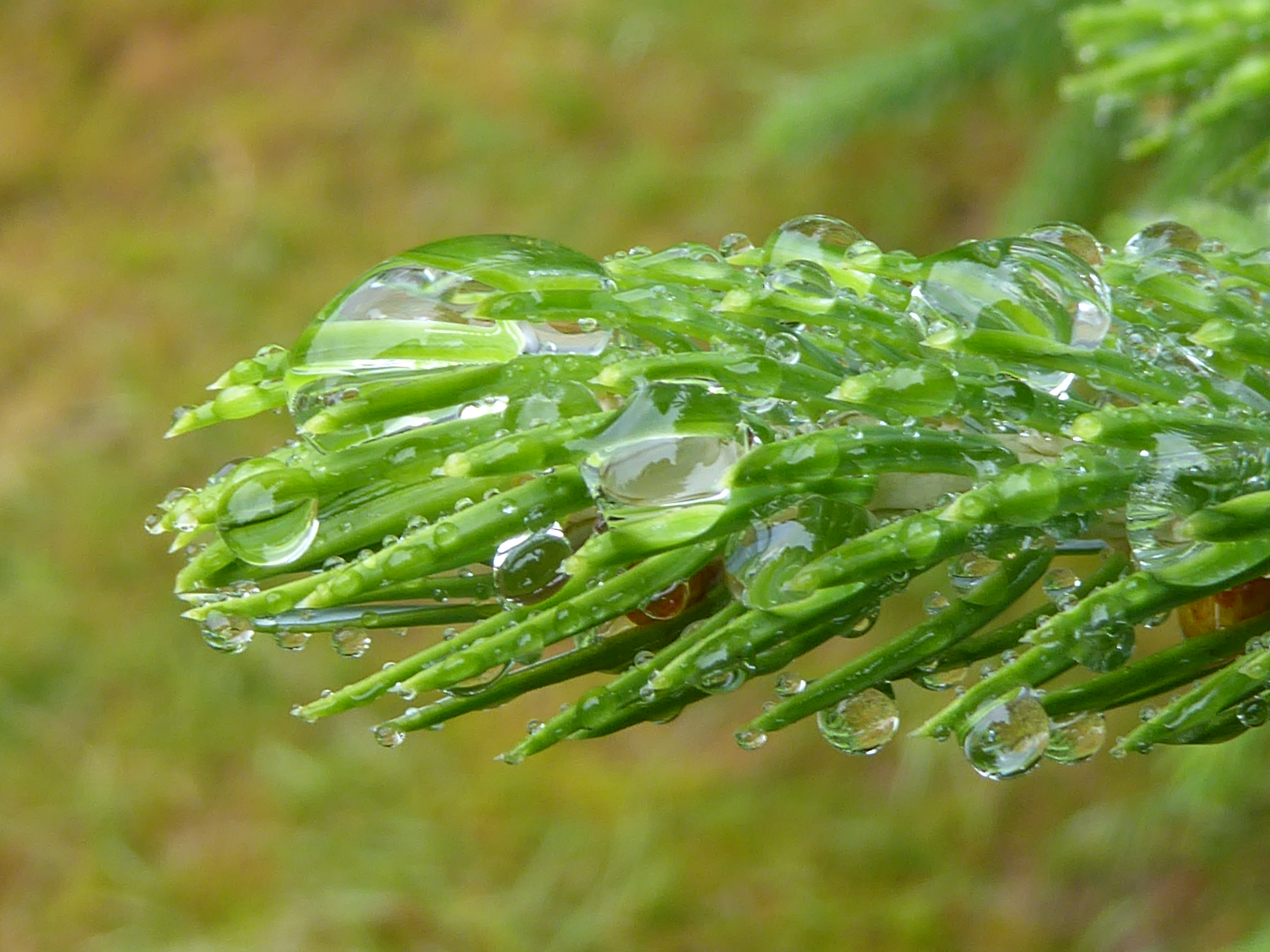
Picea brachytyla
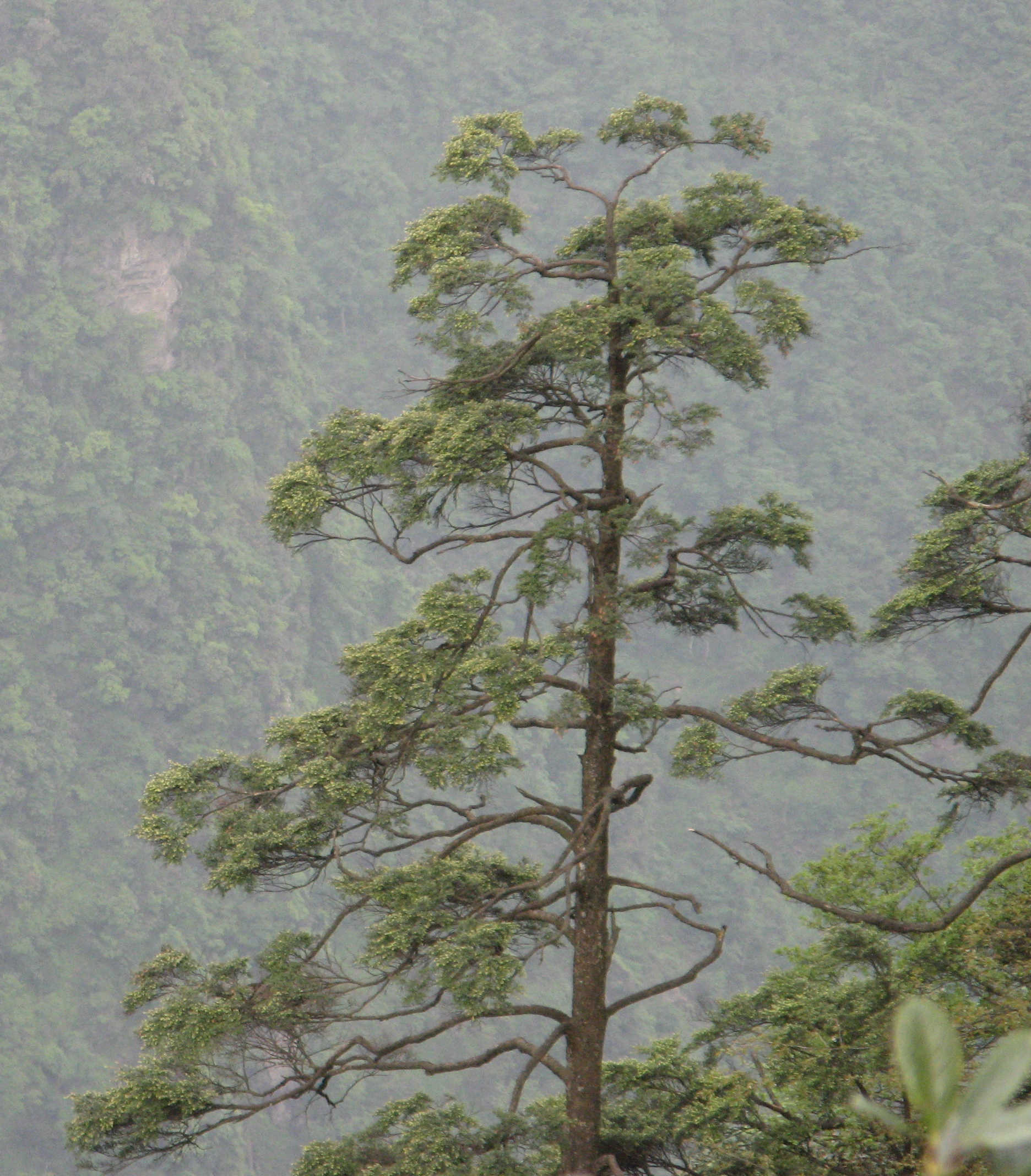
Tsuga dumosa.
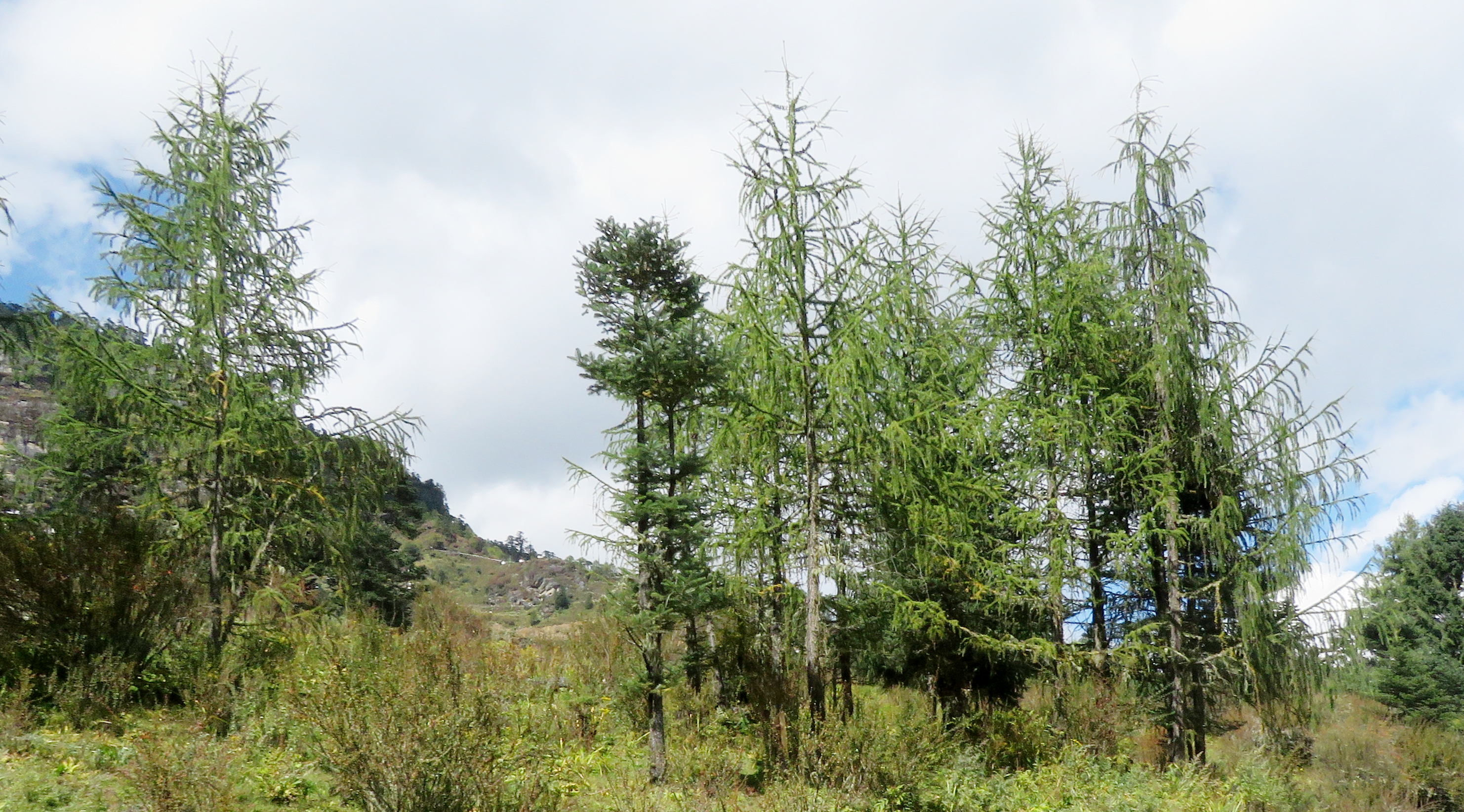
Larix griffithii. Bhutan.
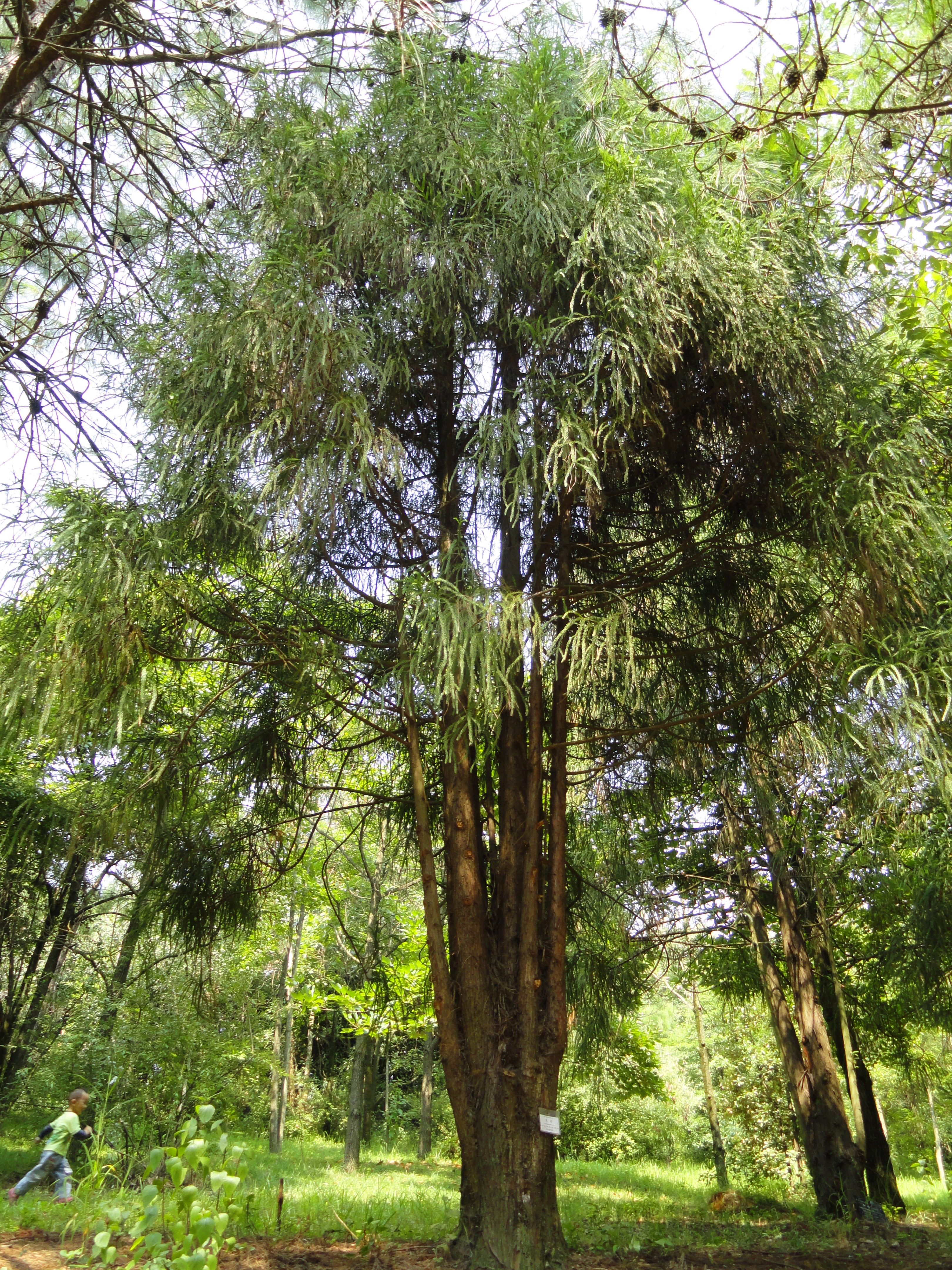
Taiwania flousiana.